# 守屋東

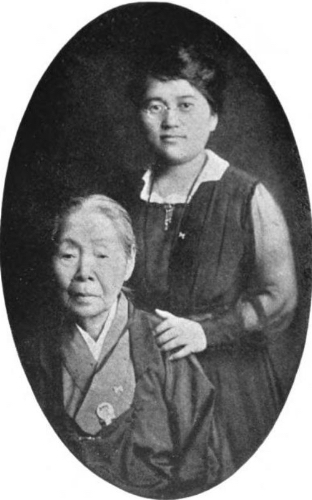
矢嶋楫子、守屋東

守屋東（もりやあずま、1884年7月7日 - 1975年12月18日）は、日本の教育者、女性活動家で、社会事業家でもある。東京都出身。
父は守屋一、母は守屋和佐。父は、旧福岡藩藩士で、長崎に遊学し医学を修めた。西南戦争の後、衛戍病院に勤務した。1893年（明治26年）、東が8歳の時に死去。以後、2人の妹と共に母に育てられる。1900年（明治33年）東京府立高等女学校（現在の東京都立白鷗高等学校）を卒業。小説家の田村俊子と同期になる。その後、仏英和女学校でフランス語を東京音楽学校でバイオリンを習うが家庭の経済困窮から中退。

## 代用教員
1904年（明治37年）、上野下谷に新設された特殊学校（貧民学校）、万年尋常小学校で、坂本龍之輔校長の下で代用教員に採用される。以後、4年間ここで教員生活をおくる。この学校の実践を小説化した添田知道『小説　教育者』（玉川大学出版部　1978年）の第三部「ひとり立つ」に初めて登場、以下第四部まで主要な登場人物として描かれている。

## 女性運動
その後、日本基督教婦人矯風会に参加、少年禁酒軍、学生排酒連盟、日本禁酒同盟などの組織立てた禁酒活動に従事し、1922年（大正11年）の未成年者飲酒禁止法（現・二十歳未満ノ者ノ飲酒ノ禁止ニ関スル法律）の制定、また廃娼運動などに尽力。
これらと平行して、1932年大東学園の前身となる桜幼稚園を創立。同年、「どんな子どもにも教育を受ける権利がある」との考えから、肢体不自由児のための学校「クリュッペルハイム東星学園」の創立の準備に取り掛かる（クリュッペルは、ドイツ語で肢体不自由者の意、ハイムは家のこと）。1935年、障害児教育と合わせて、学校看護師や養護教員の養成までも共にと、付属訓導養成所を創設。学園は1939年建物が出来て、肢体不自由児の教育と訓練を開始するが、空爆の激化で、1944年廃園。この施設はその後産院、病院と変転し、1942年大東女学校（現在の大東学園高等学校）を設立。1939年（昭和14年）に矯風会を辞め、理事長・校長としてキリスト教の精神に基づいた社会的な見識を持つ女子の教育に専念した。
戦後は、財団法人大東学園病院としても事業を再開。1948年、学校法人、大東学園中学校・高等学校の理事長・校長。さらに財団法人の理事長・園長も兼務したが、晩年には学園の運営不振に苦しみ、敷地や設備を差し押さえられたり理事長代行だった養子を訴えるなど不遇な人生だった。
1975年12月18日、千葉県君津市芙蓉病院で死去。92歳。1976年1月18日東京山手教会で、学園葬が営まれた。

## 著作
- 『国民禁酒の研究』大正12年
- 『矢島楫子（やじまかじこ）』（徳富蘇峰序）大正12年
- アレキサンダー夫人、今井三郎、守屋東、三谷民子他、全国母の会『はゝの友』再版　昭和6年
- 『日本基督教婦人矯風会五十年史』昭和11年